# Stomias affinis
Stomias affinis es una especie de pez de la familia Stomiidae en el orden de los Stomiiformes.

## Morfología
Los machos pueden llegar alcanzar los 21,9 cm de longitud total.

## Alimentación
Come mictófidos.

## Hábitat
Es un pez de mar y de aguas profundas que vive entre 0-3.182 m de profundidad.

## Distribución geográfica
Habita las aguas ecuatoriales y tropicales más septentrionales del océano Índico. Se encuentra desde Mauritania hasta Angola, al  Atlántico (entre 0 y 20 ° N y extendiéndose hasta 35 ° N y 39 ° S en la parte occidental-entre los Estados Unidos y la Argentina -) el Mar de la China Meridional, el Mar de la China Oriental y áreas cercanas a Taiwán. Isla Sombrero, en las Indias Occidentales.